# J.F. Scheers
Joannes Franciscus Scheers (Mechelen, 24 maart 1805 - Bonheiden, 30 maart 1874) is een voormalig burgemeester van Bonheiden.